# ゼヴ (ミュージシャン)
ゼヴ（Z'ev、本名：ステファン・ジョエル・ヴァイサー、1951年2月8日 - 2017年12月16日） はアメリカ合衆国の詩人、パーカッショニスト、ミュージシャン 産業資材を用いたパフォーマンスにより、インダストリアル・ミュージックの先駆者として知られている。
ゼヴはニューヨークのダウンタウンの音楽シーンで1980年代から1990年代にかけて、Elliott Sharpやグレン・ブランカとの共演やソロ公演をザ・キッチンやザ・ニッティング・ファクトリーおよびダンステリアで行い、実験音楽の隆盛に貢献した。
1983年には、評論家ロイ・サブロスキーは「ゼヴはルールを壊すことなく、変えることができる。」と評している。また、ジャーナリスト、ルイ・モーラは同じく1983年に「ゼヴは現代芸能、現代の構成における人間の表現を問い直す。」、「ゼヴが実現する多くの現代芸術の究極の目標は、プリミティヴィズム、即興演奏、マルチメディアと芸術の形態を繋ぎ、アーティストとして直接作り出すものだ。」と記している。
彼のテキストやサウンドにはカバラ、アフリカやアフロ-カリビアン 、インドネシアの音楽の文化からの影響があり、トーゴのエウェ、バリ島のガムラン、インドのタラなどを学んでいた。

## 生涯および活動
ステファン・ヴァイサーは1959年から1965年にかけて、ドラムをArnie Frank、Chuck Floresらと共にカリフォルニアのヴァン・ナイズにあるArt Anton at Drum Cityで学んでいた。
1963年、ユダヤ教を棄教し、以後世界の宗教と密教との関わりを生涯続けた。
1966年から1969年にかけて、Carl Stone、James Stewartと共にバンドを結成、ジャズロックを演奏している。フランク・ザッパのビザール・レコードにオーディションを受けた後、ステファンとCarlは カリフォルニア芸術大学で学ぶことになる。
カリフォルニア芸術大学では1969年から1970年まで、詩人のEmmett WilliamsやMichael S.Bell、作家で評論家のSue-Ellen Caseと共に学び、S.Weisser名義で映像と詩的な音楽を作り始めた。
1977年、La Mamelleにおいて初めての個人でのパーカッションパフォーマンス「Sound of Wind and Limb」を行う。
1978年、産業資材などのステンレス鋼、チタン、ポリ塩化ビニル、プラスチックを材料とする手製の楽器を使い独自の演奏技術を編み出した。当初、これらの楽器は、前述の素材の集まりであり、演奏者が目に見えるものの、マリネットの一種であるムーブメントベースの演奏スタイルで使用されていた。彼は以降、もともとグラフィティに関連した用語である「Wildstyle」としてこのパフォーマンス形態を参照するようになった。
1978年、ステファン・ヴァイサーは両親から名付けられたヘブライ語の名前（Sh'aul Z'ev bn Yakov bn Moshe bn Sha'ul）に由来するZ'evを名乗るようになる。
1980年、初のイギリスおよびヨーロッパソロツアーを行う。公演の中には、バウハウスの前座もあった。以後、ソロ活動はもとより、様々なミュージシャン（メルツバウ、ジェネシス・P・オリッジ、オルガナム（Organum）など）との共作を作るなどし、その演奏スタイルでインダストリアル・ミュージックのアイコンとも言うべき存在となった。
2016年、アメリカのカンザスで起きた列車脱線事故に巻き込まれ、健康に問題を抱えるようになる。数か月間友人のボーイド・ライス（Boyd Rice、NONの活動で知られる）のもとで暮らす。 その後ゼヴは二か月間ヨーロッパに渡り、ポルトでsound lab Sonoscopiaに参加した。 2017年12月16日、 シカゴにて 呼吸不全により死去。